# Storbrändön
Storbrändön is een Zweeds eiland behorend tot de Lule-archipel. Het eiland is een van de grootste van de archipel. Aan de noordwestkust van het eiland ligt het dorpje Storbrändön, met haven en pier. De haven verzandt echter en er worden studies verricht hoe de haven toegankelijk te houden. Vanuit het dorp lopen landwegen naar het zuiden. In de zuidoosten ligt de hoogste plaats van het eiland, een 30 meter hoge heuvel. Het eiland heeft een geheel eigen waterhuishouding met meren en moerassen. Aan de zuidpunt van het eiland zijn ook mogelijkheden om aan land te komen, als men de diverse zandbanken hier weet te ontwijken. In de winter is het eiland makkelijker te bereiken dan in de zomer; er wordt een ijsweg aangelegd vanuit Luleå over de dan bevroren Botnische Golf.
Op satellietfoto’s is te zien dat er een ondiepte loopt op de plaats van het voormalige eiland Svartsundet, van het noorden van Storbrändön naar het zuiden van Långön. Aangezien het gehele gebied stijgt en de waterlijn van de Botnische Golf zich daarom terugtrekt zullen beide eilanden in de toekomst aan elkaar vastgroeien. Naamgever Brändön ligt overigens 20 kilometer ten noordwesten van dit eiland en dat is inmiddels geen eiland meer.